# Eratosaster
Eratosaster is een geslacht van zeesterren uit de familie Goniasteridae.				

## Soort
- Eratosaster jenae Mah, 2011